# Corona-Warn-App
La Corona-Warn-App è un'app di tracciamento dei contatti COVID-19 utilizzata per la tracciabilità dei contatti digitali in Germania. Nonostante le prime discussioni sulla privacy e sulla sicurezza dei dati, il 19 novembre 2020 era stato scaricato da 22,8 milioni di persone. Gli esperti ritengono che il tempo risparmiato utilizzando l'app possa essere fondamentale per migliorare l'efficacia degli sforzi di tracciamento dei contatti.
L'utilizzo dell'app è volontario e il governo afferma che l'app è conforme alle severe leggi tedesche sulla privacy. Funziona con Exposure Notification Framework (ciò che è implementato in Google Play Services per Android e in iOS) utilizzando il Bluetooth per scambiare codici con gli utenti delle app che si trovano entro 1,5 metri l'uno dall'altro per un periodo di almeno 10 minuti. Chiunque risulti positivo al COVID-19 può condividere queste informazioni volontariamente con l'app. Gli altri utenti dell'app vengono quindi informati su quando, per quanto tempo e a che distanza hanno avuto contatti con la persona infetta entro un periodo di 14 giorni. Il test è disponibile per gli utenti su base volontaria. I datori di lavoro possono richiedere che Corona-Warn-App sia installato sui telefoni aziendali, ma non possono obbligarne l'uso sui telefoni privati.
L'app open source, il cui sviluppo è costato 20 milioni di euro ed è Open-Source, ma si basa sull'API di esposizione proprietaria, ha lo scopo di integrare gli sforzi di tracciamento dei contatti umani che la Germania ha messo in atto a febbraio, durante le prime fasi della Pandemia COVID-19 in Germania. Alcuni virologi dicono che quando almeno il 60% dei tedeschi lo usa, sarebbe molto efficace. Lo sforzo è stato sostenuto da cartelloni pubblicitari e pubblicità trasmesse in collaborazione con la Federazione calcistica della Germania (DFB) e importanti società.
All'inizio l'app funzionava solo in Germania e Jens Spahn, ministro federale della sanità, ha affermato che lo sviluppo di un sistema a livello europeo è un obiettivo futuro. Con l'aggiornamento pubblicato il 19 ottobre 2020, l'app supporta gli scambi di chiavi con EU Interoperability Gateway ed è quindi in grado di comunicare con le app di tracciamento dei contatti provenienti dall'Irlanda e dall'Italia.. Fino ad ora Danimarca, Repubblica Ceca, Croazia, Lettonia, Polonia e Spagna si uniscono al gateway e possono anche scambiare chiavi con la Corona Warn-App.